# Кларабергсгатан

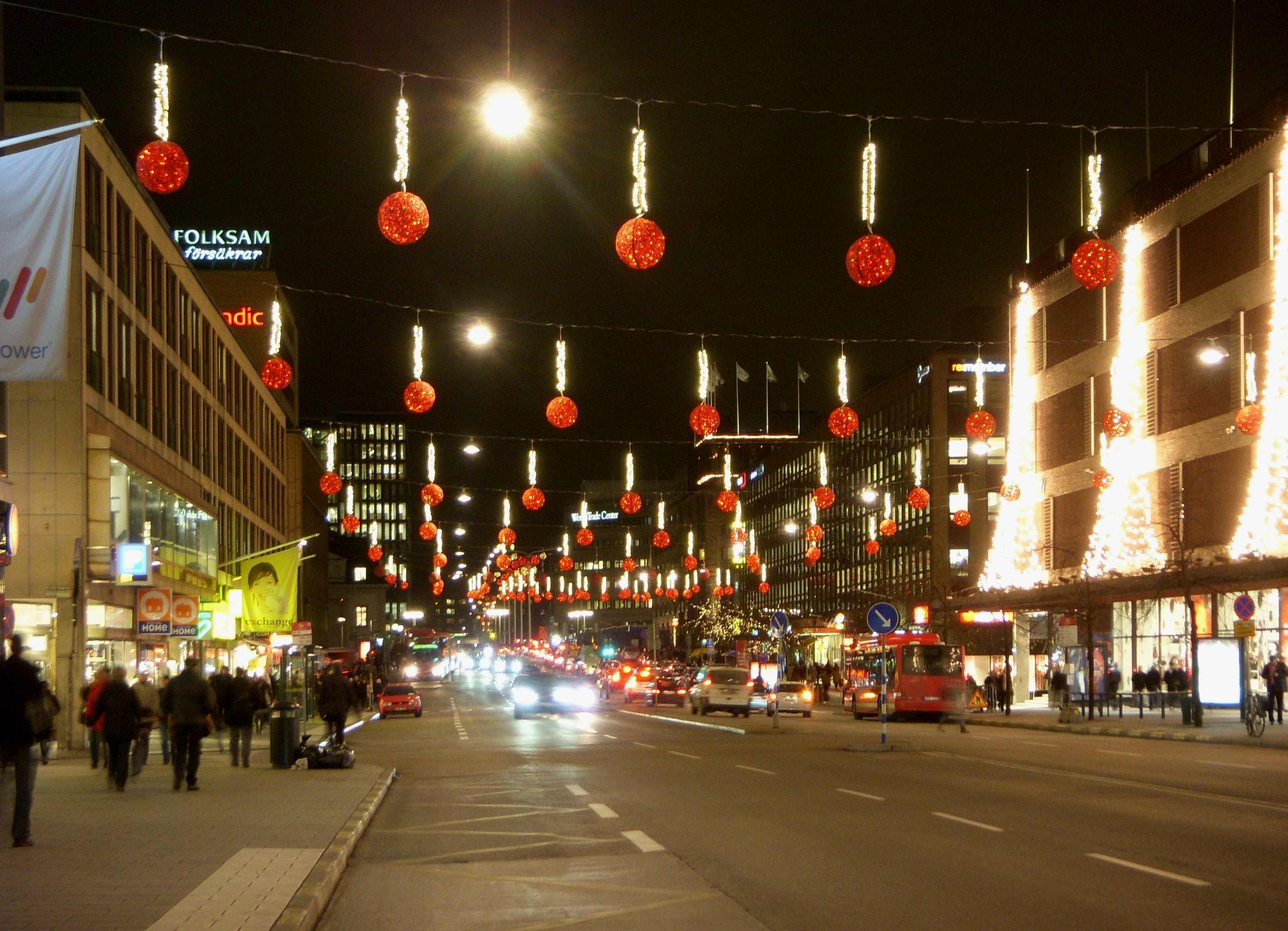
Кларабергсгатан в ноябре 2011 года

Кларабергсгатан — главная улица в округе Нормальм в центре Стокгольма. Простирается от площади Сергельсторг на востоке до путепровода Кларабергсвиадуктен на западе, имеет длину около 350 метров и ширину 36 метров. Большинство домов вдоль улицы были построены в рамках реконструкции Норрмальма. С 2016 по 2018 год улица была преобразована в пешеходную, с полосами для общественного транспорта и небольшим движением такси.

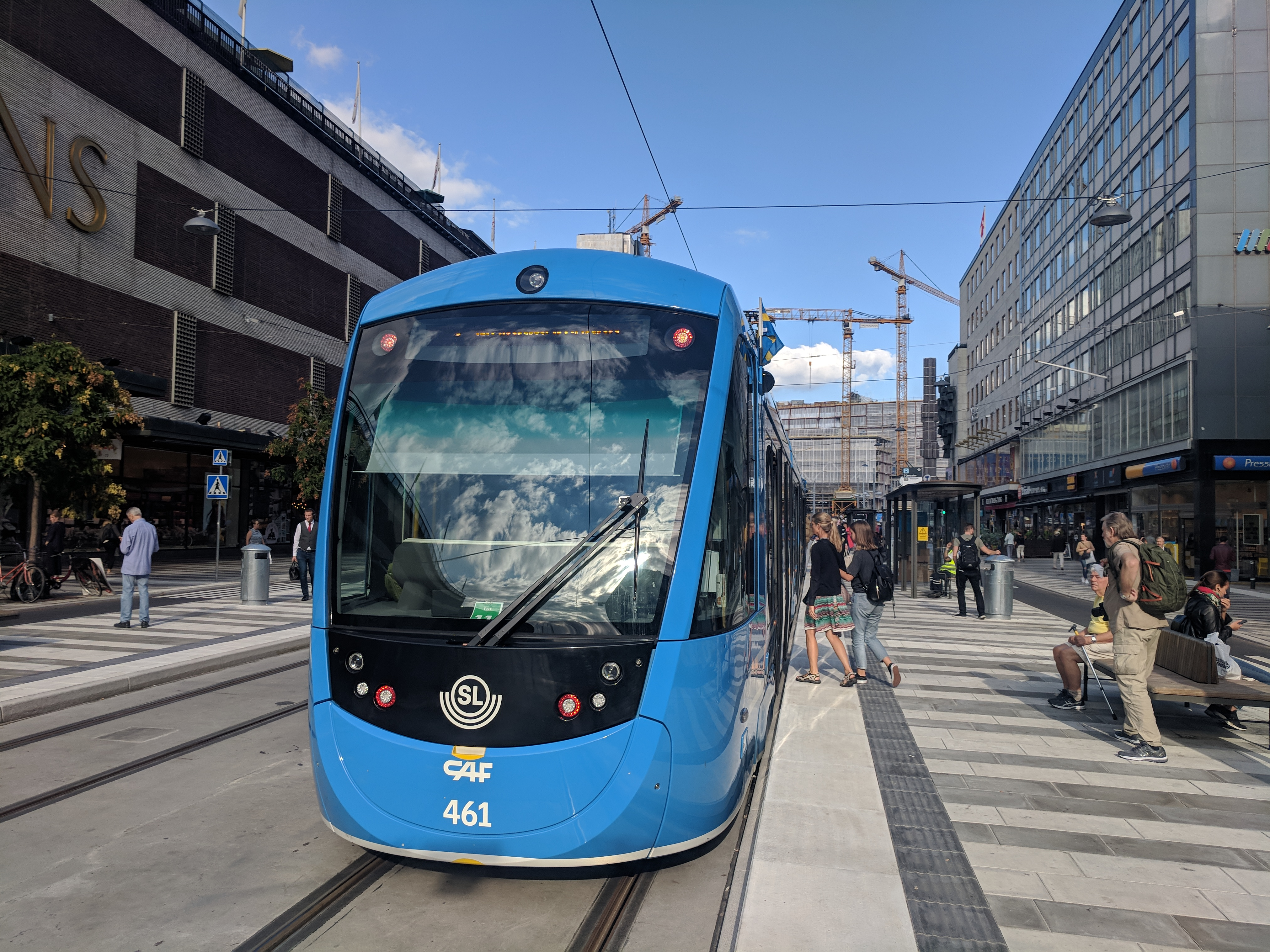
Кларабергсгатан в 2018 году

Экспертом в области транспорта Дмитрием Барановым Кларабергсгатан называется в качестве примера для возможной реконструкции Невского проспекта в Петербурге.

## История
Свое нынешнее название Кларабергсгатан улица получила в 1857 году, однако на протяжении веков у неё было много различных наименований. Самое старое известное имя - Berggathon (1645 год), в 1664 году встречается S.ta Claræ Bergzgatun, а в 1728 году S:t Clarä Bergs Gränd. Наконец, на карте Стокгольма 1885 года впервые появляется современное имя Klarabergs gatan. Улица, вероятно, была названа в честь горы, которая лежала к западу от Церкви Святой Клары. Часть этой горы осталась под домом Кирштейна (позднее: отель Continental). Также горную породу до сих пор можно увидеть в основании старинной школы Святой Клары.